# ムールヴェードル
ムールヴェードル(フランス語: Mourvèdre)は、世界の多くの地域で栽培されている赤ワイン用ブドウ品種（黒ブドウ）。地域によってはマタロー(Mataró)やモナストレル(Monastrell)などとも呼ばれる。
南フランスのローヌ地方やプロヴァンス地方、スペイン・地中海沿岸のバレンシア (DO)やフミーリャ (DO)、アメリカ合衆国西海岸のカリフォルニア州やワシントン州、オーストラリアの南オーストラリア州やニューサウスウェールズ州などで栽培されている。
オーストラリアではグルナッシュ(Grenache)種やシラー(Syrah)種とともに「GSM」と呼ばれ、ブレンド用の一品種として用いられることが多い。また、ロゼワインやポート・ワインスタイルの酒精強化ワインの生産にも用いられる。

## 歴史

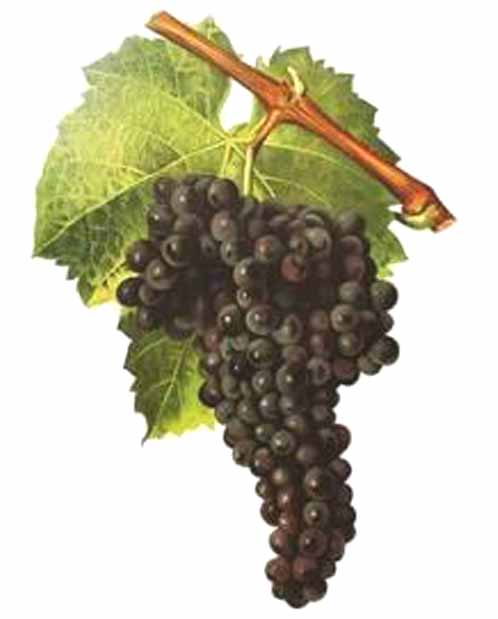
20世紀初頭のつる植物の文献にみられるムールヴェードル

ムールヴェードル種の正確な歴史を特定するのは困難だが、多くのワイン歴史家はスペインが原産地である可能性が高いとしている。この品種は紀元前500年頃にフェニキア人によってカタルーニャ地方にもたらされた可能性がある。今日のバレンシア県サグントを意味するカタルーニャ語のムルビエドロ(Murviedro)がフランス語のムールヴェードルに転化した可能性がある。一方、スペインの一部で使用されるマタローという名称は、今日のバルセロナ県マタローに由来すると考えられている。このようにムールヴェードルとマタローは密接な関係を持つが、この品種はスペインで主にモナストレルとして知られており、その理由は定かではない。ワイン評論家のオズ・クラークは、フランス＝カタルーニャの両地域の尊厳を刺激しないように「中立的な」名前が選ばれた可能性を指摘している。
少なくとも16世紀までにはフランスのルシヨン地方で大きな存在感を持っており、ルシヨン地方から東のプロヴァンス地方やローヌ地方に向かって広がった。プロヴァンス地方とローヌ地方の2地方では十分に地位を確立していたが、19世紀後半のフィロキセラの流行で作付面積が激減した（19世紀フランスのフィロキセラ禍）。ヨーロッパのブドウ産地はフィロキセラに対する抵抗性を持っていたアメリカ合衆国産の苗木に接ぎ木することでフィロキセラの災禍から立ち直ったが、ムールヴェードルはアメリカ産の苗木との相性が悪く、多くのブドウ畑では他品種への植え替えが進められた。
アメリカ合衆国のカリフォルニア（カリフォルニアワイン）にはPellier collection の一部として1860年代に到着した。カリフォルニアではマタローとして知られ、かつては大量生産の低価格ワインに使用された。20世紀末には上質なブドウ品種として見直され、ローヌ・レンジャーズ（ローヌ系品種を愛好するアメリカの生産者団体）はコントラコスタ郡でこの品種の古いブドウ畑を探し始めた。1990年代にはボニードーン・ヴィンヤードやクラインセラーズ・ワイナリーが生産したボトルが称賛され、この品種の需要を刺激した。2000年代中頃までにはカリフォルニア州での作付面積が260ヘクタール（650エーカー）にまで増加した。
オーストラリア（オーストラリアワイン）ではマタローとして知られており、19世紀中頃にまで遡る長い歴史を有している。1980年代にはこの品種の古樹の多くがオーストラリア政府主導のブドウ植え替え計画によって引き抜かれたが、一部は現在も存続している。歴史的にこの品種は酒精強化ワインに対する無印のブレンド用品種として使用されたが、1990年代にはこの品種に対する関心が増加し、グルナッシュ種、シラー種、ムールヴェードルのブレンドである「GSM」用の品種として称賛し始めた。2000年代半ばには1,000ヘクタール以上となり、わずかに栽培面積が増加している。

## 産地

### スペイン
スペインではモナストレルとして知られ、2004年時点では4番目に栽培面積の大きい黒ブドウ品種である。多くの土着種同様に近年は栽培面積を減らしており、1996年の栽培面積が約100,000ヘクタールだったのに対して、2004年には約63,000ヘクタール（約155,000エーカー）にまで減少した。ブドウ栽培者は畑からモナストレルを引き抜き、カベルネ・ソーヴィニヨン種やシャルドネ種などの人気のある国際品種に置き換えている。しかし、この品種はムルシア州やバレンシア州などのスペイン東部のいくつかのワイン産地では依然として広く栽培されている。スペインのワイン法の下では、モナストレルはフミーリャ (DO)、ジェクラ (DO)、バレンシア (DO)、アルマンサ (DO)、アリカンテ (DO)では優先種となっている。
他にモナストレルが認可されているワイン産地には、バレアレス諸島のビニサレム (DO)やプラ・イ・リャバン (DO)、ブリャス (DO)、カタルーニャ (DO)、カリニェナ (DO)、コステルス・デル・セグレ (DO)、マンチュエラ (DO)、ペネデス (DO)、リベラ・デル・グアディアナ (DO)がある。また、使用されることは稀ではあるものの、スパークリングワインであるカバへの使用も認可されている。

### フランス
南ローヌのAOCシャトーヌフ＝デュ＝パプより北ではうまく生育せず、ローヌ地方でさえも生育期間が涼しかった年のヴィンテージは熟成に問題を抱えることがある。地中海に沿った暖かいプロヴァンス地方のバンドールAOCに生産者が集まる傾向がある。スペインでは栽培面積が減少しているが、フランスでは逆に増加しており、特にラングドック＝ルシヨン地域圏ではセパージュワイン（ヴァラエタル、単一品種醸造）とブレンド用の双方で人気が高まっている。 
19世紀末のフィロキセラの災禍後、20世紀の大部分でこの品種への興味は薄れていた。1968年の栽培面積は900ヘクタール以下であり、その大半が南ローヌとプロヴァンス地方のAOCバンドールにあった。しかし、その後この品種に対する興味や国際投資が増加し、ラングドック地方の栽培面積は急激に増加した。2000年までには南フランス全体のムールヴェードル種の栽培面積が7,600ヘクタールを超えている。
ムールヴェードル種の主産地はAOCバンドールであり、AOCバンドールは50%以上ムールヴェードルを含むことを義務付けている。他にムールヴェードル種が認可されているアペラシオン・ドリジーヌ・コントロレ(AOC)には、AOCカシス、AOCコリウール、AOCコルビエール、AOCコスティエール・ド・ニーム、AOCコトー・ダイシ・アン・プロヴァンス、AOCコトー・デュ・ラングドック、AOCコトー・ド・ピエルヴァール、AOCコトー・ヴァロワ、AOCコート・デュ・リュベロン、AOCコトー・デュ・トリカスタン、AOCコート・ド・プロヴァンス、AOCコート・デュ・ローヌ、AOCコート・デュ・ローヌ・ヴィラージュ、AOCコート・デュ・ルシヨン、AOCコート・デュ・ルシヨン・ヴィラージュ、AOCヴァントゥー、AOCフォジェール、AOCフィトゥー、AOCパレット、AOCサン＝シニアン、AOCジゴンダス、AOCリラック、AOCミネルヴォワ、AOCヴァッケラスがある。
AOCシャトーヌフ＝デュ＝パプでは赤ワイン用に認可されている18品種のひとつであるが、グルナッシュ種やシラー種に次ぐ副次的なブレンド用品種として使用される。第3のブレンド用品種以上の比率でムールヴェードルを配合するシャトー・ド・ボーカステルのような例外的な生産者もいる。2009年、ムールヴェードルはシャトーヌフ＝デュ＝パプ全体の栽培面積の6.6%を占めた。

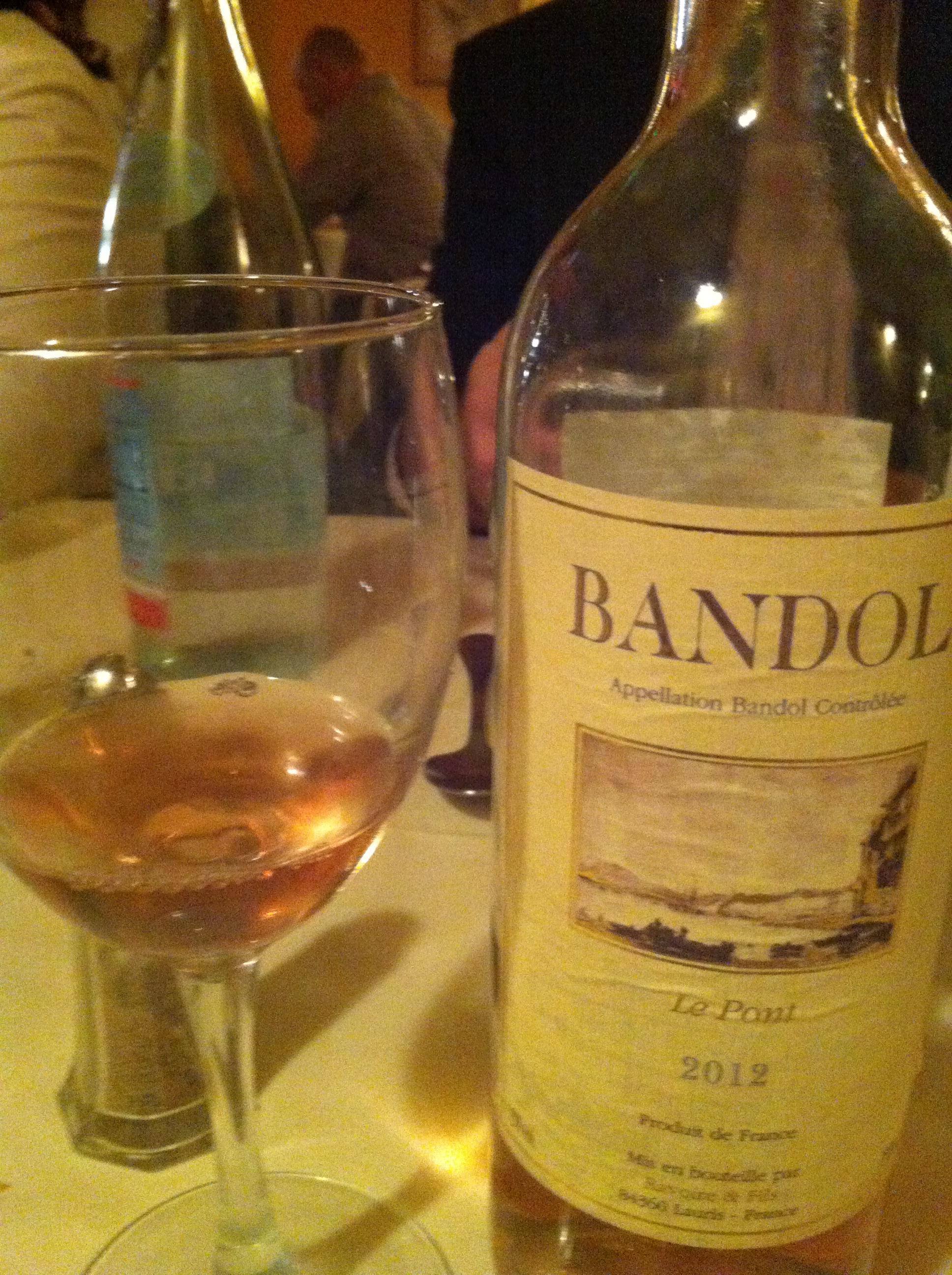
フランス・プロヴァンス地方のロゼワイン
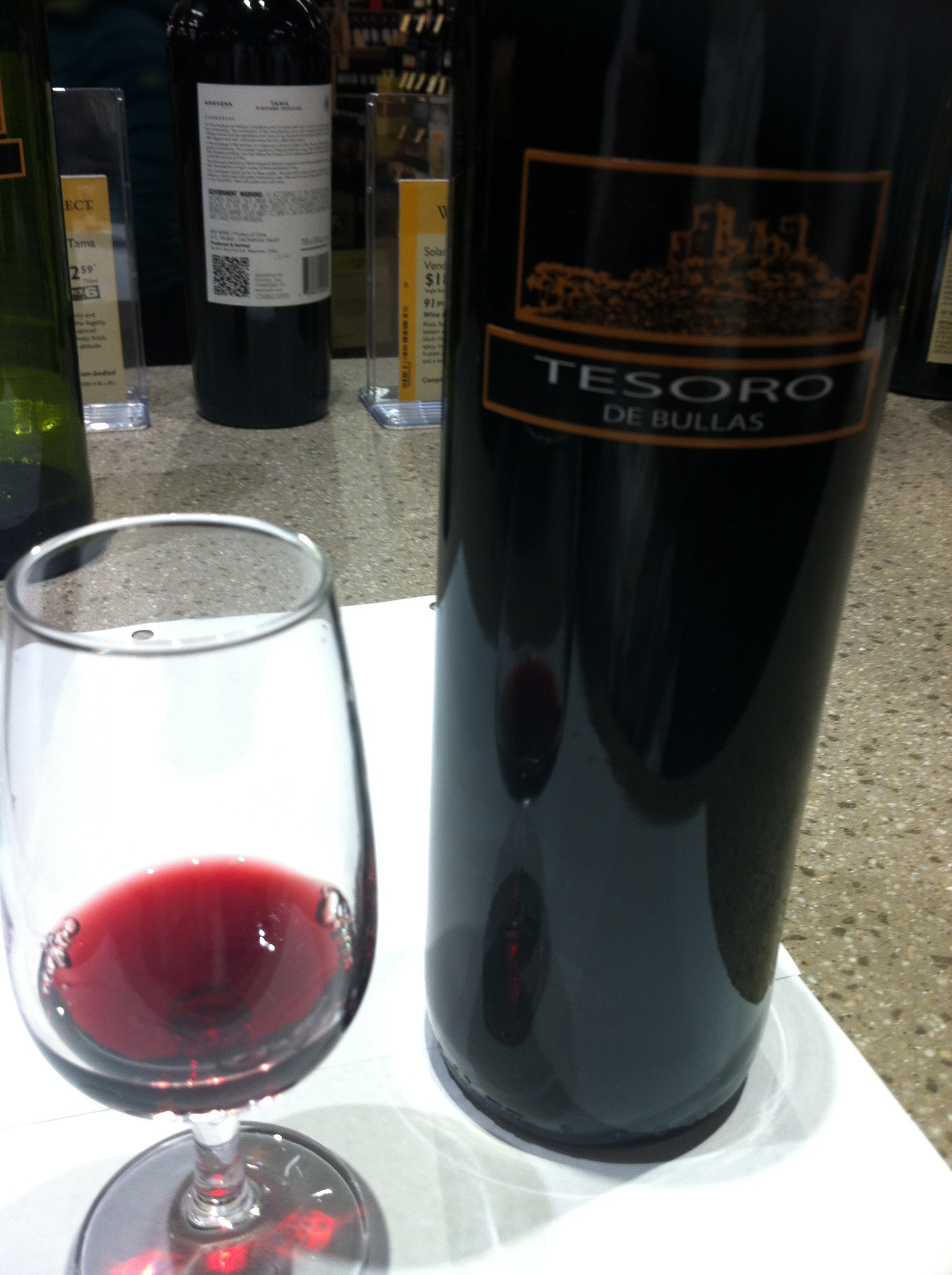
スペイン・ブリャス

### 新世界
アメリカ合衆国
アメリカ合衆国では、ムールヴェードルは主にカリフォルニア州とワシントン州で栽培されており、さらにアリゾナ州、ミズーリ州、ヴァージニア州でもわずかながら栽培されている。アメリカ合衆国では旧世界のバンドール（フランス）などよりもタンニンが少なくなる傾向がある。
ワシントン州
ワシントン州初のムールヴェードルは、1983年にヤキマ・ヴァレーのレッド・ウィロウ・ヴィンヤードに植えられた。1990年代と2000年代には作付面積を増やし、ホースヘヴンヒルズAVAのアルダーリッジ・ヴィンヤードやデスティニー・リッジ・ヴィンヤード、レッドマウンテンAVAのシエル・デュ・シャヴァル・ヴィンヤードなどに植えられている。ワシントン州ではセパージュワイン（ヴァラエタル、単一品種醸造）とローヌスタイルのブレンド用の双方に使用され、チェリーの果実香やスモーキーでスパイシーな香りを持つ、まずまずコクのあるワインとなる。
カリフォルニア州
Pellier collectionの一部として1860年代にカリフォルニアに到達し、おそらく初めて植えられたのはサンタクララ郡である。マタローとして知られるこの品種は広くフィールドブレンド（複数種の混栽）されて主に低価格ワインに使用された。20世紀中頃から急速に栽培面積が減少し、1968年には2,700エーカーあった栽培面積は2000年代までに1/3以下にまで落ち込んでいる。20世紀末にはローヌ・レンジャーズがコントラコスタ郡でこの品種の古樹を探したが、彼らの関心を得られなかったことでより大幅に栽培面積が減少した。メディアによってこの品種が称賛されたり、ローヌスタイルのブレンドが導入されると、20世紀から21世紀への変わり目には栽培面積が650エーカーだったものの、2010年には900エーカーとわずかに回復している。
オーストラリア
オーストラリアにはこの品種のブドウ畑が約12km2存在し、歴史的にはマタローとして知られているものの、多くの生産者がフランス語の名称であるムールヴェードルを用いるようになっている。歴史的には長らく無印の紙パック入りワインや酒精強化ワインに使用されてきたが、近年になってグルナッシュ種やシラー種との「GSM」ブレンドが高い評価を受けて人気を得ている。他の多くの品種同様に、ジェイムズ・バズビーの挿し木コレクションによって1830年代にヨーロッパから持ち込まれた。南オーストラリア州のバロッサ・ヴァレーでは、プロイセン王国のシレジア地方からやってきたルター派の移民によって迅速に地位を確立した。それからは、アデレード南部のマクラーレン・ヴェイル地域に入植したイングランド人移民によって急速に広まった。ムールヴェードルをもっとも古くから生産している地方はニューサウスウェールズ州のリヴァリーナや南オーストラリア州のリヴァーランドである。2005年に初のヴィンテージを出したバロッサ・ヴァレーのターキーフラット・ヴィンヤードは、ムールヴェードルのセパージュワイン（ヴァラエタル、単一品種醸造）の先駆者である。

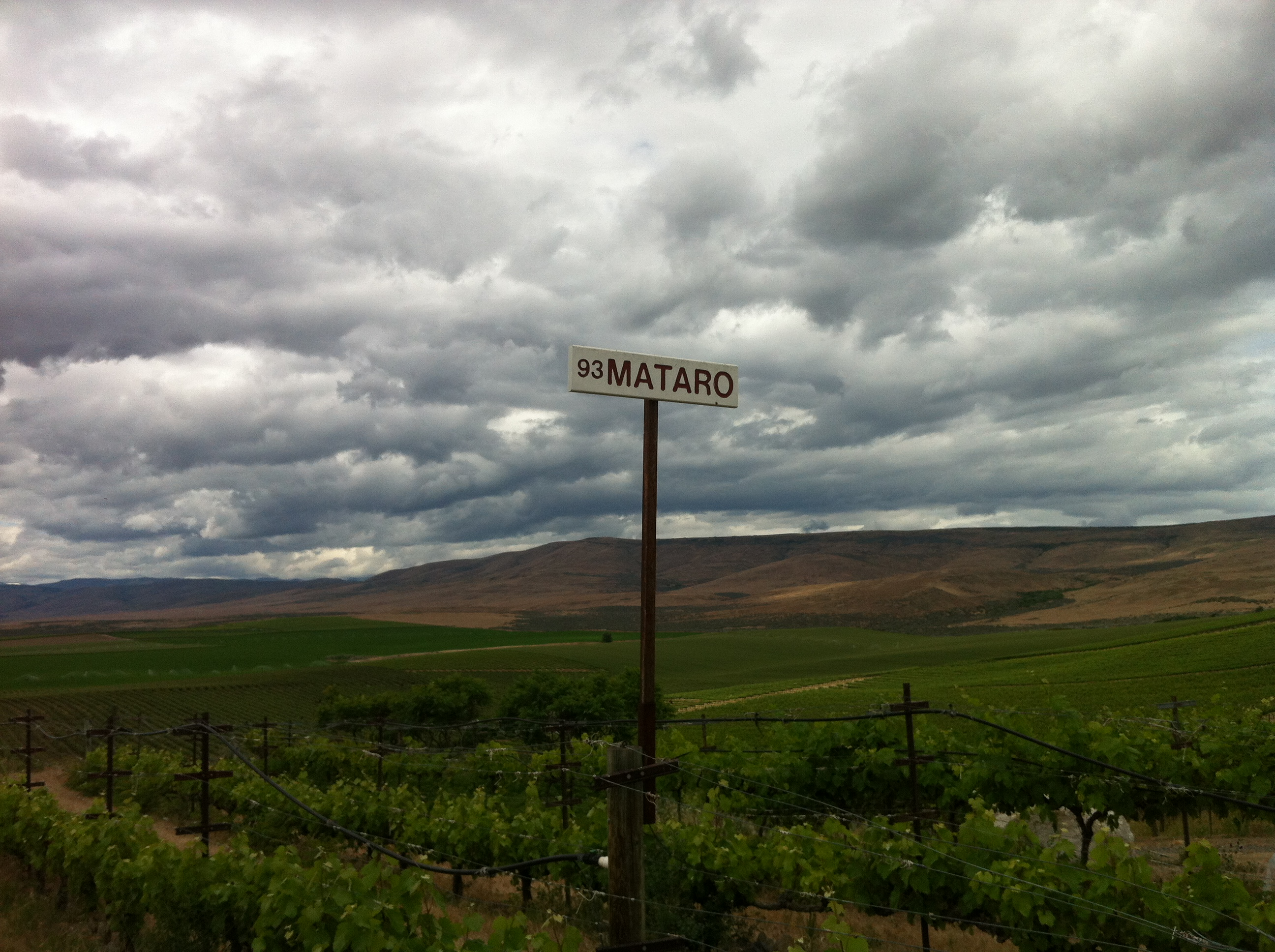
ワシントン州のヤキマ・ヴァレーにあるレッドウィロウ
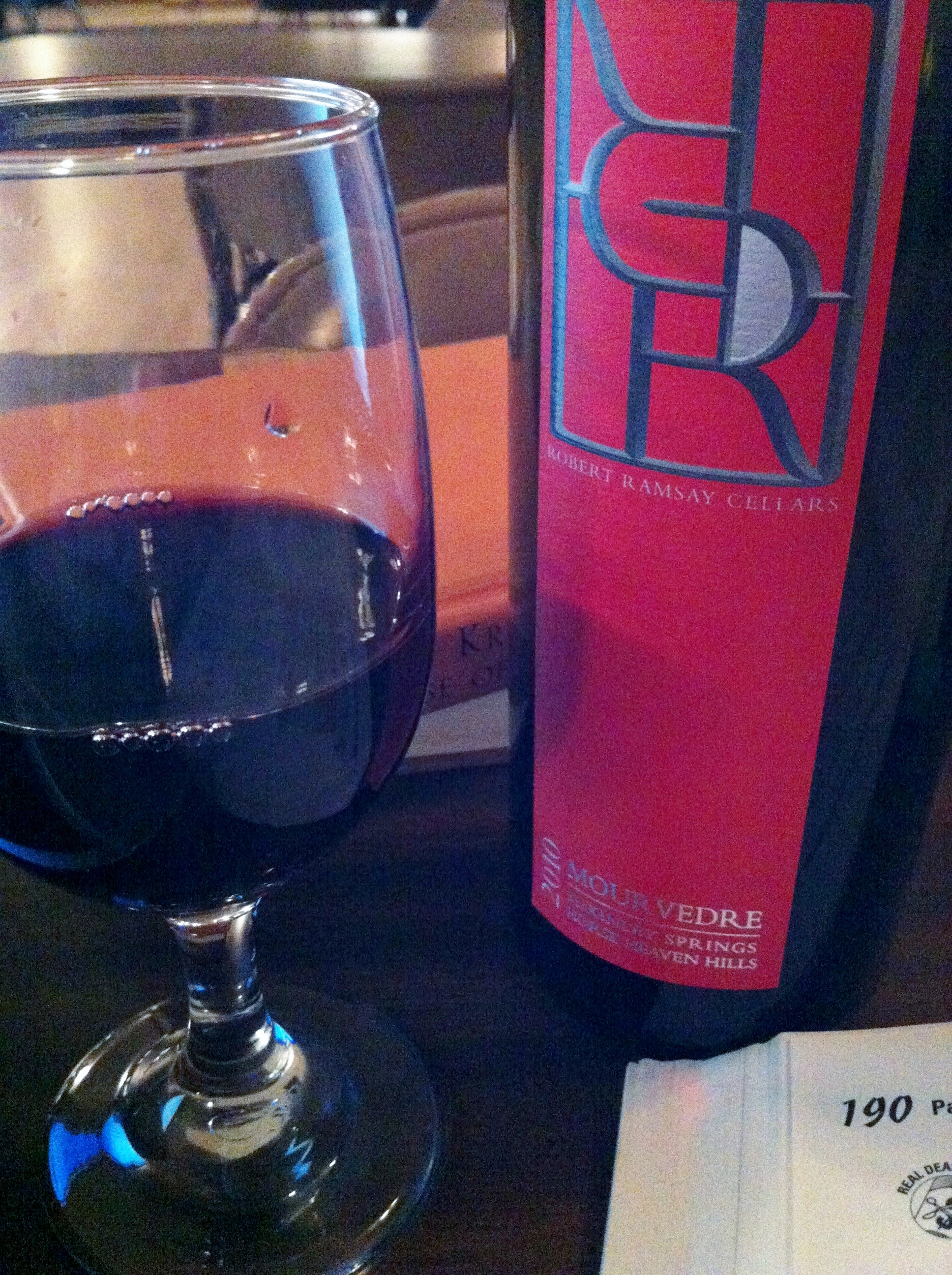
ワシントン州のホースヘヴンヒルズAVA
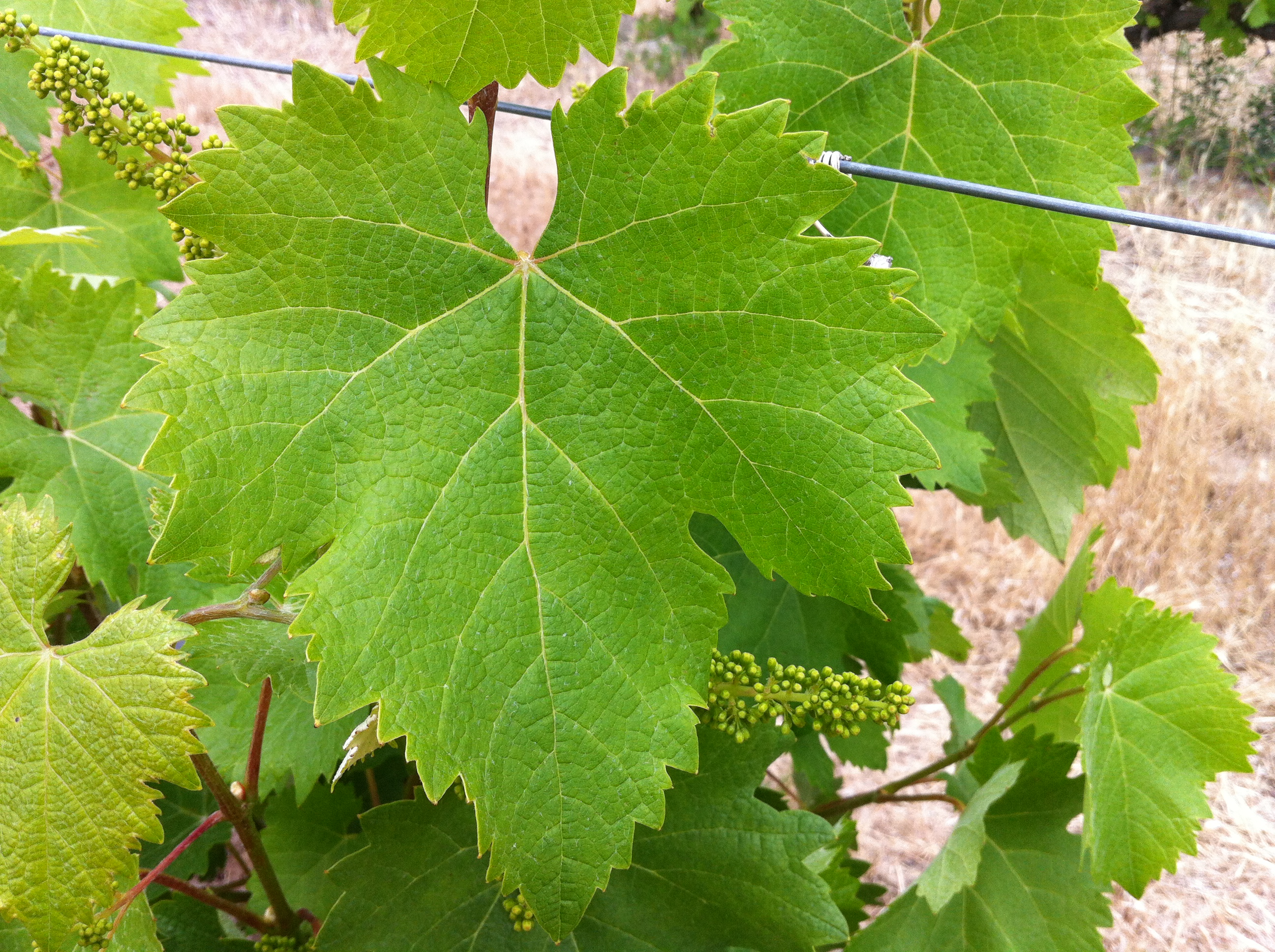
ムールヴェードルの葉

### その他の地域
ブドウ分類学の権威であるピエール・ガレは中央アジアのアゼルバイジャンでもムールヴェードルが栽培されているとしているが、当地で栽培されている品種が本当にムールヴェードルであるのか完全には確認されていない。南アフリカでは、ローヌスタイルの生産者がムールヴェードルの栽培を始めている。

## ワイン
世界の多くの地域では、ムールヴェードルはグルナッシュ種やシラー種などの他品種とブレンドされ、ローヌ地方、オーストラリア、アメリカ合衆国ではこの3品種のブレンドが「GSM」として知られている。このブレンドでムールヴェードルは色合い・果実香・ある程度のタンニン構造を提供し、果実味のあるグルナッシュ種やエレガンドなシラー種を補完する。プロヴァンス地方やローヌ地方ではサンソー種やカリニャン種などとブレンドされることもあり、そのブレンドでは赤のテーブルワインやロゼワインが生産される。オーストラリアでは酒精強化ワインにも使用されることがある。
ワイン評論家のジャンシス・ロビンソンは、「ムールヴェードルの良好なヴィンテージはとても香り高いワインであり、鮮烈な果実香、ブラックベリーやジビエの香りのニュアンス」を持つとしている。旧世界・新世界の双方で、ムールヴェードルはロゼワインの生産に人気のある品種である。

## 名称
この品種は95もの呼び名がある。フランスではムールヴェードルと呼ばれ、ポルトガルや新世界の一部ではマタローと呼ばれ、スペインではモナストレルと呼ばれる。
英語圏のワイン産地ではムールヴェードルという名称がもっとも一般的であり、アメリカ合衆国のアルコール・タバコ税貿易局ではムールヴェードルという名称を公的に使用している。スペインのブドウ品種であるグラシアーノ種はフランスでモラステル種として知られるが、ムールヴェードルとは無関係である。

## 文献

### 関連文献
- Gregutt, P (2007). Washington Wines and Wineries: The Essential Guide. University of California Press. ISBN 0-520-24869-4
- Halliday, James (2007). Wine Atlas of Australia. University of California Press. ISBN 0-520-25031-1
- Olken, C.E.; Furstenthal, J (2010). The New Connoisseurs' Guidebook to California Wine and Wineries. University of California Press. ISBN 978-0-520-25313-1
- Robinson, Jancis (1986). Vines, Grapes & Wines. Mitchell Beazley. ISBN 1-85732-999-6
- Robinson, Jancis (1996). Jancis Robinson's Guide to Wine Grapes. Oxford University Press. ISBN 0-19-860098-4
- Robinson, Jancis (2006). The Oxford Companion to Wine (3 ed.). Oxford University Press. ISBN 0-19-860990-6
- Robinson, Jancis; Harding, J; Vouillamoz, J (2012). Wine Grapes - A complete guide to 1,368 vine varieties, including their origins and flavours. Allen Lane. ISBN 978-1-846-14446-2
- Karis, H (2009). The Châteauneuf-du-Pape Wine Book. Kavino Publishing. ISBN 978-9-081-20171-1
- Saunders, P (2004). Wine Label Language. Firefly Books. ISBN 1-55297-720-X
- Clark, Oz (2001). Encyclopedia of Grapes. Harcourt Books. ISBN 0-15-100714-4